# Олександрове (Молодечненський район)
Олександрове (біл. вёска Александрова) — село в складі Молодечненського району Мінської області, Білорусь. Село підпорядковане Городоцькій сільській раді, розташоване в західній частині області.

## Iсторія
У 1921–1945 роках застінок знаходилось у Польщі, у Вільнюській воєводствi, Вілейського повіту, c 1927 Молодечненського повіту гміні Гарадок.

## Населення
- 1921 рік - 2 люди, 1 будинки[1].
- 1931 рік - 10 люди, 1 будинки[2].